# Poa tolmatchewii
Poa tolmatchewii är en gräsart som beskrevs av Roman Julievich Roshevitz. Poa tolmatchewii ingår i släktet gröen, och familjen gräs. Inga underarter finns listade i Catalogue of Life.